# 扬·弗勒多尤
扬·弗勒多尤（羅馬尼亞語：Ion Vlădoiu，1968年11月5日—），罗马尼亚男子足球运动员，司职前锋。他曾代表罗马尼亚国家队参加1994年国际足联世界杯，结果队伍止步八强。他也曾入选1996年欧洲足球锦标赛参赛名单。